# Apamea polyodon
Apamea polyodon là một loài bướm đêm trong họ Noctuidae.